# Chiesa di San Lorenzo Martire (Valle Cannobina)
La chiesa di San Lorenzo Martire, anche nota solo come chiesa di San Lorenzo, è la parrocchiale di Falmenta, frazione del comune sparso di Valle Cannobina, in provincia del Verbano-Cusio-Ossola e diocesi di Novara; fa parte della unità pastorale di Cannobio.

## Storia
La prima citazione di un luogo di culto a Falmenta risale al 1355, quando esso dipendeva dalla matrice di Orasso.
La chiesa venne ricostruita nel Cinquecento e consacrata nel 1565; tuttavia, nel 1574 l'arcivescovo di Milano Carlo Borromeo ordinò di ampliarla e nel secolo successivo i suoi ordini furono messi in pratica con la costruzione delle cappelle laterali.
Nel frattempo, nel 1569 Falmenta era stata costituita assieme a Gurro in parrocchia indipendente da Orasso, per poi diventare completamente autonoma nel 1616 con decreto dell'arcivescovo Federigo Borromeo.
La chiesa fu ingrandita nel 1857, il quale portò però a un'asimmetria delle linee della struttura; tra gli anni venti e trenta del Novecento la parrocchiale, di nuovo insufficiente a soddisfare le esigenze dei fedeli, venne interessata da un intervento di rifacimento.

## Descrizione

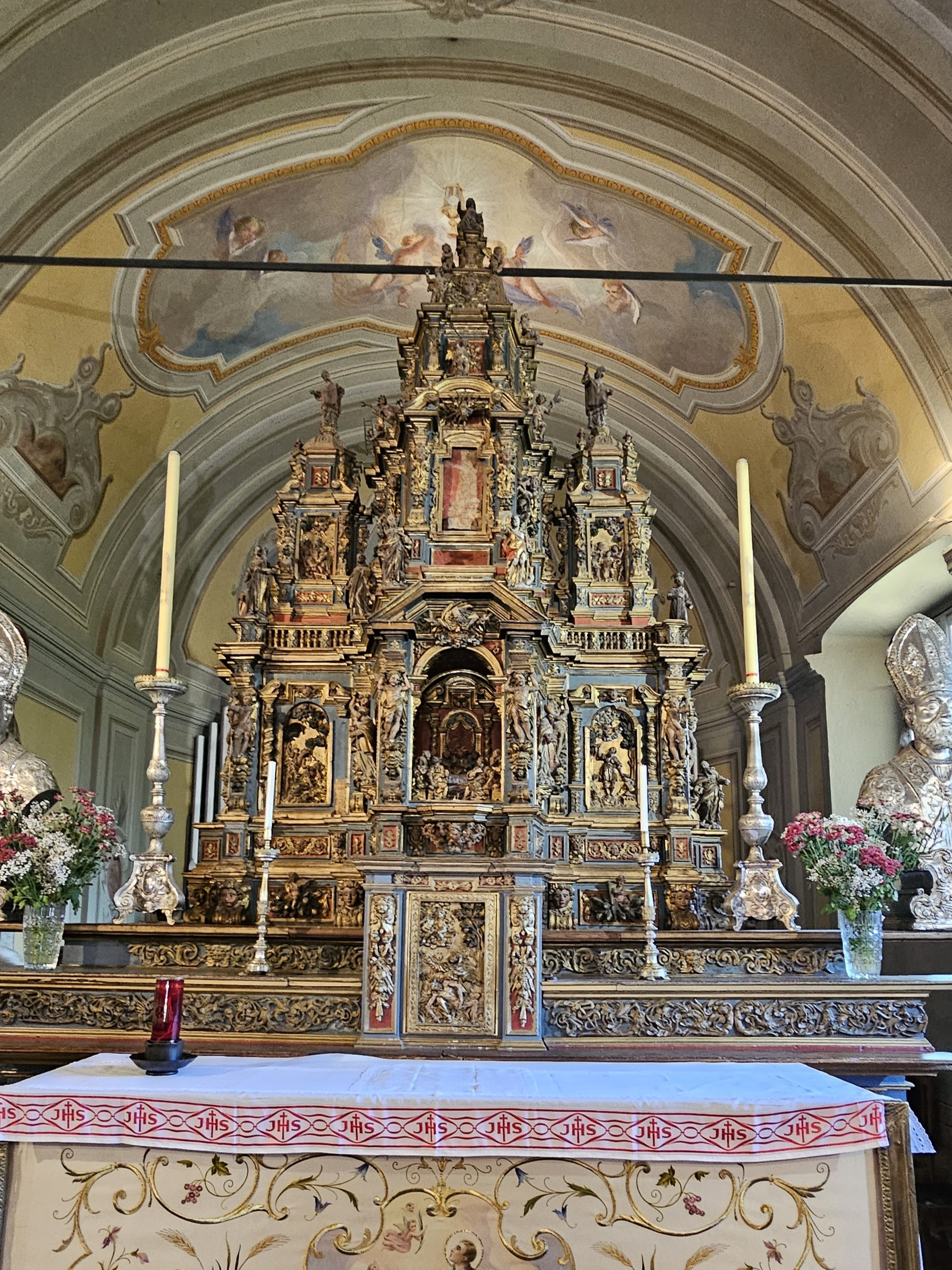
Altare maggiore

### Esterno
La facciata a capanna della chiesa, rivolta a sudovest, è suddivisa da una cornice marcapiano in due registri; quello inferiore, scandito da quattro lesene composite, presenta il portale d'ingresso timpanato, mentre quello superiore, tripartito da semicolonne tuscaniche e coronato dal frontone triangolare, è caratterizzato da una nicchia con una statua.
Annesso alla parrocchiale è il campanile in pietra a base quadrata, che si erge su un alto basamento a scarpa; la cella presenta su ogni lato una monofora. Il campanile fu costruito inizialmente come torre fortificata dai fratelli Mazzarditi, tiranni della zona, all'inizio del Quattrocento.

### Interno
L'interno dell'edificio si compone di un'unica navata, sulla quale si affacciano le cappelle laterali introdotte da archi a tutto sesto ed ospitanti gli altari minori, e le cui pareti sono scandite da lesene, sopra cui si impostano i costoloni che abbelliscono le volte; al termine dell'aula si sviluppa il presbiterio, rialzato di quattro gradini, delimitato da balaustre e chiuso dall'abside.
L'opera di maggior pregio qui conservata è l'altare ligneo di forma piramidale, acquistato nel 1678 dagli “indoratori” Antonio Pino da Bellagio e Paolo Giussani di Angera o forse proveniente da Milano.